# Varietà (linguistica)
Una varietà (o variante) linguistica è una forma di una data lingua utilizzata dai parlanti di quella lingua. Questo può includere accenti, registri, stili ed altre varietà linguistiche, così come la lingua standard stessa. In genere il termine lingua è associato solo con la lingua standard, mentre il dialetto è associato con le varietà non standard, con caratteristiche meno prestigiose o "corrette" di quella standard. La linguistica si occupa sia delle lingue standard che delle varietà non standard.
Le varietà a livello di lessico, come i regionalismi e le espressioni idiomatiche, sono spesso considerate in relazione allo stile o al livello formale (chiamato anche registro). In quanto strumenti di comunicazione, le lingue sono "istituzioni" che chi parla o scrive continuamente manipola, operando adattamenti funzionali alle proprie esigenze. Ciascuna lingua, pur avendo una fisionomia lessicale, morfologica e sintattica che la caratterizza rispetto alle altre lingue, è una realtà in costante evoluzione, dal lessico alla struttura grammaticale, in particolare a partire dagli usi del parlato.
In qualche caso è possibile associare a queste mutazioni specifici eventi storici.

## Variabili sociolinguistiche
Nel tempo, sono stati elaborati concetti per formalizzare i piani secondo cui una lingua cambia. Diversamente da quanto avviene nella considerazione della lingua come un fatto astratto e immutabile, la sociolinguistica si approccia alla lingua come ad un organismo vivo, nelle sue concrete realizzazioni, diverse secondo diversi tagli d'analisi.
Le cosiddette "variabili", nell'analisi dei sociolinguisti, stanno alla base del fenomeno delle varietà linguistiche:
- l'analisi diacronica legge le variazioni linguistiche in rapporto al tempo;
- l'analisi diatopica legge le variazioni linguistiche in rapporto allo spazio;
- l'analisi diamesica legge le variazioni linguistiche in rapporto al mezzo;
- l'analisi diastratica legge le variazioni linguistiche in rapporto alla condizione sociale dei parlanti.
- l'analisi diafasica legge le variazioni linguistiche in rapporto alla funzione del messaggio e alla situazione in cui si colloca.

Diastratia e diatopia sono variabili sociolinguistiche introdotte dal linguista norvegese Leiv Flydal nel 1952 e poi assunti, ridefiniti e sistematizzati dal linguista rumeno Eugen Coșeriu, che li integrò con la diafasia. Questi concetti sono mutuati sulla base della diacronia saussuriana. Il concetto di diamesia è stato invece coniato da Alberto Mioni.

## Dialetti
I linguisti definiscono il dialetto come una varietà regionale o sociale di una lingua, caratterizzata da fonologia, sintassi e lessico suoi propri. Per questo motivo, il dialetto è associato spesso con le varietà regionali della lingua; tuttavia, finanche un singolo dialetto cittadino o metropolitano può presentare molteplici varietà periferiche, soprattutto quando lo sviluppo urbano (non necessariamente accompagnato da modifiche amministrative) è avvenuto per aggregazione di centri limitrofi; in tali casi le differenze tra le diverse varietà sono comunque molto piccole, ma costanti. Infine, possono esistere varietà associate a particolari gruppi etnici, classi sociali o gruppi culturali.